# World Rugby
World Rugby, cunoscut de multă vreme ca International Rugby Board (prescurtat IRB) este organizația internațională care reglementează regulamentul și competițiile jocului de rugby în XV.  A fost fondat în 1886 la Dublin în Irlanda, unde mai încă are sediul. Organizează Cupa Mondială de Rugby. 

## Membri și asociați

### Africa
Federații membre și asociate africane sunt reunite în cadrul confederației Rugby Africa.
- Botswana (1994)
- Burundi (2004*)
- Camerun (1999)
- Ghana (2004*)
- Coasta de Fildeș (1988)
- Kenya (1990)
- Madagascar (1998)
- Mali (2004*)
- Mauritania (2003*)
- Mauritius (2009)
- Maroc (1998)
- Namibia (1990)
- Nigeria (2001)
- Rwanda (2004*)
- Senegal (1999)
- Africa de Sud (1949)
- Eswatini (1998)
- Tanzania (2004*)
- Togo (2004*)
- Tunisia (1988)
- Uganda (1997)
- Zambia (1995)
- Zimbabwe (1987)

Textul tăiat indică suspendarea calități de membru pentru lipsă de activitate. (*) indică un membru asociat

### Asia
Federații membre și asociate asiatice sunt reunite în cadrul confederației Rugby Asia.
- Brunei (2013*)
- Cambodia (2004*)
- China (1997)
- Taipeiul Chinez (1998)
- Guam (1998)
- Hong Kong, China (1988)
- India (1999)
- Indonezia (2013)
- Iran (2010*)
- Japonia (1987)
- Kazahstan (1997)
- Coreea de Sud (1988)
- Kârgâzstan (2004*)
- Laos (2004*)
- Malaysia (1988)
- Mongolia (2004*)
- Pakistan (2008)
- Filipine (2008)
- Singapore (1989)
- Sri Lanka (1988)
- Thailanda (1989)
- Emiratele Arabe Unite (2012)
- Uzbekistan (2014)

### Europa
Federații membre și asociate europene sunt reunite în cadrul confederației Rugby Europe, cunoscută de multă vreme ca FIRA-AER.
- Andorra (1991)
- Austria (1992)
- Azerbaidjan (2004*)
- Belgia (1988)
- Bosnia și Herțegovina (1996)
- Bulgaria (1992)
- Croația (1992)
- Cipru (2014*)
- Cehia (1988)
- Danemarca (1988)
- Anglia (1890)
- Finlanda (2001)
- Franța (1978)
- Georgia (1992)
- Germania (1988)
- Grecia (2009)
- Ungaria (1991)
- Irlanda (1886)
- Israel (1988)
- Italia (1987)
- Letonia (1991)
- Lituania (1992)
- Luxemburg (1991)
- Malta  (2000)
- Republica Moldova (1994)
- Monaco (1996)
- Țările de Jos (1988)
- Norvegia (1993)
- Polonia (1988)
- Portugalia (1988)
- România (1987)
- Rusia (1990)
- Scoția (1886)
- Serbia (1988)
- Slovenia  (1996)
- Spania (1988)
- Suedia (1988)
- Elveția (1988)
- Ucraina (1992)
- Țara Galilor (1886)

Textul tăiat indică suspendarea calități de membru în așteptarea recunoașterii de către statul. (*) indică un membru asociat.
Federații europene care nu sunt afiliate la World Rugby:
- Belarus
- Estonia
- Islanda
- Liechtenstein
- Muntenegru
- San Marino
- Slovacia
- Turcia

### America de Nord
Federații membre și asociate nord-americane sunt reunite în cadrul confederației North America Caribbean Rugby Association.
- Bahamas (1994)
- Barbados (1995)
- Bermuda (1992)
- Insulele Virgine Britanice (2001*)
- Canada (1987)
- Insulele Cayman (1997)
- Guyana (1995)
- Jamaica (1996)
- Mexic (2006)
- Sfânta Lucia (1996*)
- Sfântul Vicențiu și Grenadine (2001)
- Trinidad-Tobago (1992)
- Statele Unite ale Americii (1987)

(*) indică un membru asociat

### America de sud
Federații membre și asociate sud-americane sunt reunite în cadrul confederației Sudamérica Rugby.
- Argentina (1987)
- Brazilia (1995)
- Chile (1991)
- Columbia (1999)
- Costa Rica (2014*)
- Paraguay (1989)
- Peru (1999)
- Uruguay (1989)
- Venezuela (1998)

(*) indică un membru asociat

### Oceania
Federații membre și asociate din Oceania sunt reunite în cadrul confederației Oceania Rugby.
- Samoa Americană (2012)
- Australia (1949)
- Insulele Cook (1995)
- Fiji (1987)
- Noua Zeelandă (1949)
- Niue (1999)
- Papua Noua Guinee (1993)
- Samoa (1988)
- Insulele Solomon  (1999)
- Tahiti (1994)
- Tonga (1987)
- Vanuatu (1999)